# Jean Racine
Jean Baptiste Racine (La Ferté-Milon, 21 december 1639 – Parijs, 21 april 1699) was een Frans toneelschrijver, een van de "grote drie" van het Franse classicistisch theater van de zeventiende eeuw (samen met Molière en Corneille). Racine schreef voornamelijk tragedies, maar ook één komedie (Les Plaideurs). Hij geldt als de belangrijkste Franse tragedieschrijver.

## Levensloop
Racine, op jonge leeftijd wees geworden (hij verloor zijn moeder en vader in 1641 resp. 1643), werd eerst opgevoed door zijn grootmoeder Marie Desmoulins en daarna door een tante die hem doorverwees naar le Port Royal, de wieg van het jansenisme. De jansenistische levensopvattingen van het klooster werden op strenge wijze nageleefd door de abdis, Mère Agnès de Sainte-Thècle (tante van Racine), en door zijn leermeester in het Latijn, P. Nicole.
Met het stuk Andromaque brak de gevoelige en ambitieuze 28-jarige auteur in 1667 definitief door als tragedieschrijver. Op dat ogenblik kon enkel het theater hem erkenning en waardering schenken. Charles Perrault zei erover: Cette tragédie fit le même bruit à peu près que le Cid de Pierre Corneille lorsqu'il fut présenté pour la première fois. (Deze tragedie maakte ongeveer evenveel ophef als de Cid van Pierre Corneille toen die voor het eerst werd opgevoerd.)
In 1672 werd hij verkozen tot lid van de Académie française. In 1677, na de publicatie van Phèdre, kwam hij in gewetensnood (crise de conscience). Hij herstelde de band met zijn vroegere leermeesters, de Jansenisten van de Port-Royal, trad in het huwelijk en aanvaardde, samen met Boileau, de opdracht om de (verloren gegane) Histoire du règne de Louis XIV te schrijven. In 1698 vroeg hij begraven te worden in de Port-Royal. Jean Racine stierf in 1699 en is begraven op het St. Étienne-du-Mont-kerkhof in Parijs.

## Geïnspireerd door Racine
Gabriel Fauré componeerde in 1865 het bekende Cantique de Jean Racine voor gemengd koor met orgel of symfonieorkest, op de tekst van een van Racines Hymnes traduites du Bréviaire romain (1688).

## Werken
- Ode sur la convalescence du roi, 1663
- La renommée aux muses, 1663
- La thebaïde, ou les frères ennemis, 1664. Vertaald als: Thebais, of Vyandlyke broeders. Treurspel[a] (1680)
- Alexandre le grand, 1665. Vertaald als: Alexander de Groote, treurspel[b] (1693)
- Andromaque, 1667. Vertaald als:Andromaché, treurspel[c] (1678)
- Les plaideurs, 1668. Vertaald als: De pleiters, blyspel[d] (1695)
- Britannicus, 1669. Vertaald als Brittannicus, treurspel[e] (1693)
- Bérénice, 1670. Vertaald als: Berenice. Treurspel[f] (1684)
- Bajazet', 1672. Vertaald als: Bajazet, treurspel[g] (1684)
- Mithridate, 1673. Vertaald als: Mitridates koningk van Pontus. Treurspel[h] (1679)
- Iphigénie, 1674. Vertaald als: Ifigenia. Treurspel[i] (1683)
- Phèdre, 1677. Vertaald als: Phaedra. Treurspel[j] (1939)
- Œuvres, 1679
- Esther, 1689. Vertaald als: Hester of De verlossinge der Joden. Treurspel[k] (1719)
- Athalie, 1691. Vertaald als: Athalia, treurspel[l] (1716)

- Bibsys: 90052151
- Biblioteca Nacional de Chile: 000038040
- Biblioteca Nacional de España: XX912620
- Bibliothèque nationale de France: cb120076761 (data)
- Biografisch Portaal: 29968600
- Catàleg d'autoritats de noms i títols de Catalunya: 981058521798306706
- CiNii: DA01059519
- Digitale Bibliotheek voor de Nederlandse Letteren: raci001
- Gemeinsame Normdatei: 118597523
- International Standard Name Identifier: 0000 0001 2321 2338
- Library of Congress Control Number: n79018531
- Nationale Bibliotheek van Letland: 000042432
- MusicBrainz: 591d7cdd-736b-45fd-9957-74570aeccde5
- Bibliotheek van het Japanse parlement: 00453564
- Nationale Bibliotheek van Tsjechië: jn19992000933
- Nationale bibliotheek van Australië: 35438813
- Nationale Bibliotheek van Israël: 987007266824705171
- Nationale Bibliotheek van Polen: a0000001136631
- Nationale en Universitaire bibliotheek Zagreb: 000032855
- Nederlandse Thesaurus van Auteursnamen: 068605153
- Réseau des bibliothèques de Suisse occidentale: 02-A003722584
- Istituto Centrale per il Catalogo Unico: CFIV010811
- LIBRIS: 208401
- SNAC: w6571fw6
- Système universitaire de documentation: 028191730
- Museum of New Zealand Te Papa Tongarewa: 70366
- Trove: 952989
- Virtual International Authority File: 88809641
- WorldCat: E39PBJy4ffwRwT89jtPtmgfjG3